# Vevé Calasans
Vevé Calasans (Salvador, ) é um cantor e compositor brasileiro. Vevé é autor, em parceira com Gerônimo, de um dos maiores clássicos da música baiana: "É D'Oxum", regravada por vários artistas. Outro grande sucesso seu foi "Nega", na voz de Emilio Santiago. Ele também foi parceiro de Carlinhos Brown em Ilha Grande.